# Tobía
Tobía település Spanyolországban, La Rioja autonóm közösségben. Tobía San Millán de la Cogolla, Berceo, Estollo, Villaverde de Rioja, Matute és Anguiano községekkel határos. Lakosainak száma 45 fő (2024).

## Népesség
A település népessége az elmúlt években az alábbi módon változott:
| Lakosok száma | 36   | 81   | 77   | 79   | 63   | 64   | 53   | 50   | 50   | 45   |
|               | 2001 | 2004 | 2007 | 2009 | 2012 | 2014 | 2017 | 2019 | 2022 | 2024 |